# باشگاه فوتبال پورتلند تیمبرز

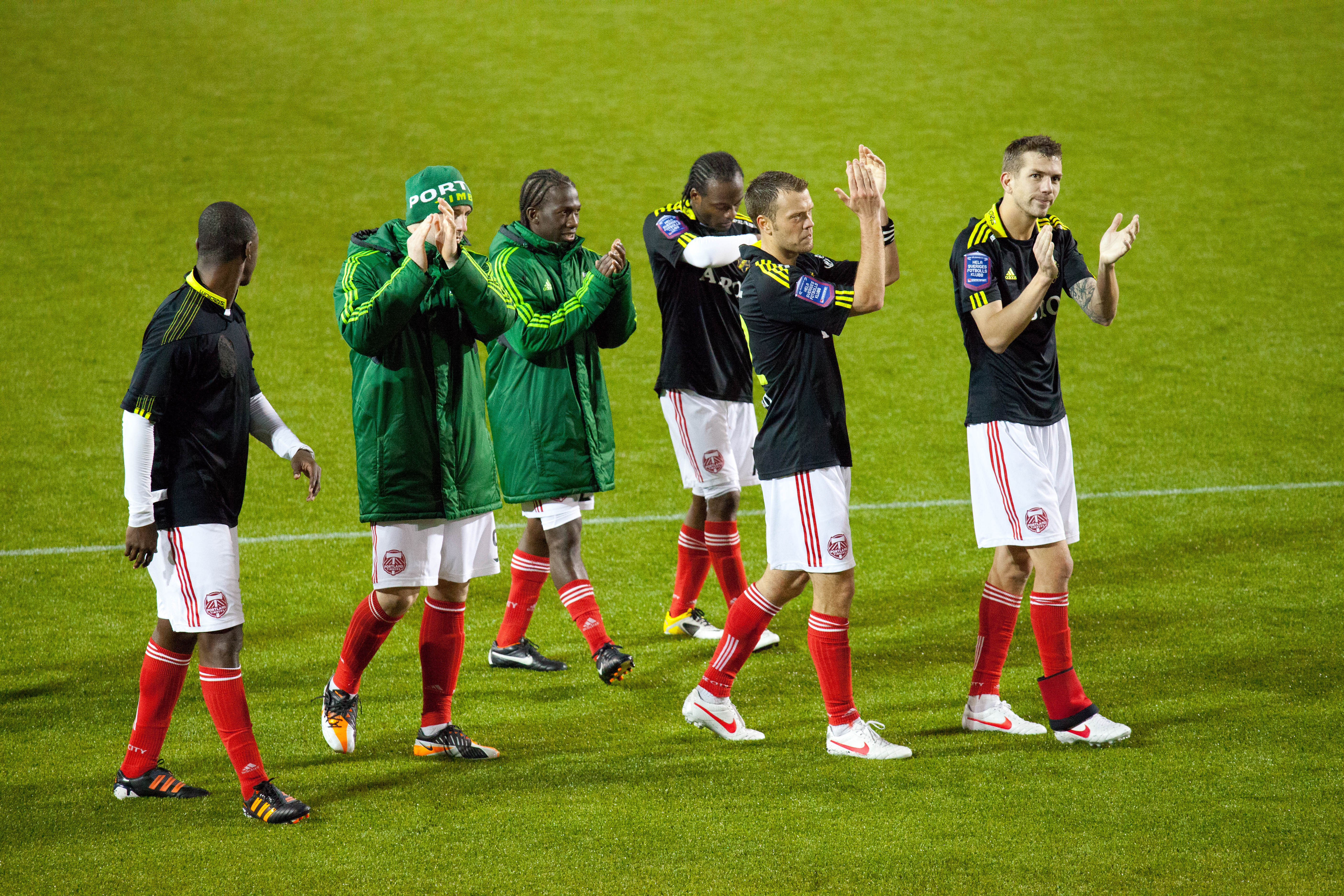

پورتلند تیمبرز (به انگلیسی: Portland Timbers) یک تیم فوتبال در شهر پورتلند است که در لیگ برتر فوتبال آمریکا (ام اس ال) بازی می‌کند.
ورزشگاه پرو ویدنس پارک خانه این تیم است.